# Tegengrenita
La tegengrenita és un mineral de la classe dels òxids. Rep el seu nom de Felix Tegengren (1884-1980), geòleg finlandès i expert en dipòsits de minerals de Suècia i de la Xina.

## Característiques
La tegengrenita és un òxid de fórmula química (Mg,Mn2+)₂Sb5+0,5(Mn3+,Si,Ti)0,5O₄. Cristal·litza en el sistema trigonal. Va ser descoberta a la mina Jakobsberg, a Nordmark (Filipstad, Värmland, Suècia), l'únic indret on se n'ha trobat aquesta espècie.
Segons la classificació de Nickel-Strunz, la tegengrenita pertany a «04.BB: Òxids amb proporció Metall:Oxigen = 3:4 i similars, amb només cations de mida mitja» juntament amb els següents minerals: cromita, cocromita, coulsonita, cuprospinel·la, filipstadita, franklinita, gahnita, galaxita, hercynita, jacobsita, manganocromita, magnesiocoulsonita, magnesiocromita, magnesioferrita, magnetita, nicromita, qandilita, espinel·la, trevorita, ulvöspinel·la, vuorelainenita, zincocromita, hausmannita, hetaerolita, hidrohetaerolita, iwakiïta, maghemita, titanomaghemita i xieïta.